# Pleine-Fougères
Pleine-Fougères település Franciaországban, Ille-et-Vilaine megyében. Lakosainak száma 1978 fő (2022. január 1.). Pleine-Fougères Sains, La Boussac, Saint-Georges-de-Gréhaigne, Sougéal, Trans-la-Forêt, Vieux-Viel és Pontorson községekkel határos.

## Népesség
A település népességének változása:
| Lakosok száma | 2036 | 1769 | 1802 | 1791 | 1960 | 1967 | 1980 | 1973 | 1971 | 1978 |
|               | 1968 | 1982 | 1990 | 2006 | 2013 | 2015 | 2017 | 2019 | 2020 | 2022 |